# 114 Pułk Piechoty (Cesarstwo Niemieckie)
114 Pułk Piechoty im. Cesarza Fryderyka III (6 Badeński) (niem. 6. Badisches Infanterie-Regiment „Kaiser Friedrich III.“ Nr. 114  – pułk piechoty niemieckiej okresu Cesarstwa Niemieckiego.

## Charakterystyka
Pułk został sformowany 26 października 1867. Stacjonował w Konstancji . Wchodził w skład XIV Korpusu Armijnego . Wiosną 1914 był w strukturze 29 Dywizji Piechoty. Barwą pułku był jasnozielony.
W wyniku mobilizacji, w sierpniu 1914 pułk osiągnął gotowość bojową i w składzie 57 Brygady Piechoty został wysłany na front zachodni.
Na stopie wojennej pułk liczył początkowo 3287 żołnierzy i dysponował 53-osobowym sztabem. Jego trzon stanowiły trzy bataliony piechoty liczące etatowo po 1079 żołnierzy. Te dzieliły się na cztery trzyplutonowe kompanie. Ponadto pułk posiadał organiczną kompanię karabinów maszynowych. W kolejnych latach w armii cesarskiej następowała restrukturyzacje wojsk. Wprowadzono nowy model „dywizji wz. 1915”. Zgodnie z jej etatem, pozostawiono w pułku 97-osobową kompanię karabinów maszynowych z 15 kaemami, ale liczebność batalionu piechoty zmniejszono do 650 żołnierzy. Słabszym liczebnie batalionom dodano jednak kompanię karabinów maszynowych, a w 1917 pluton granatników i pluton moździerzy.

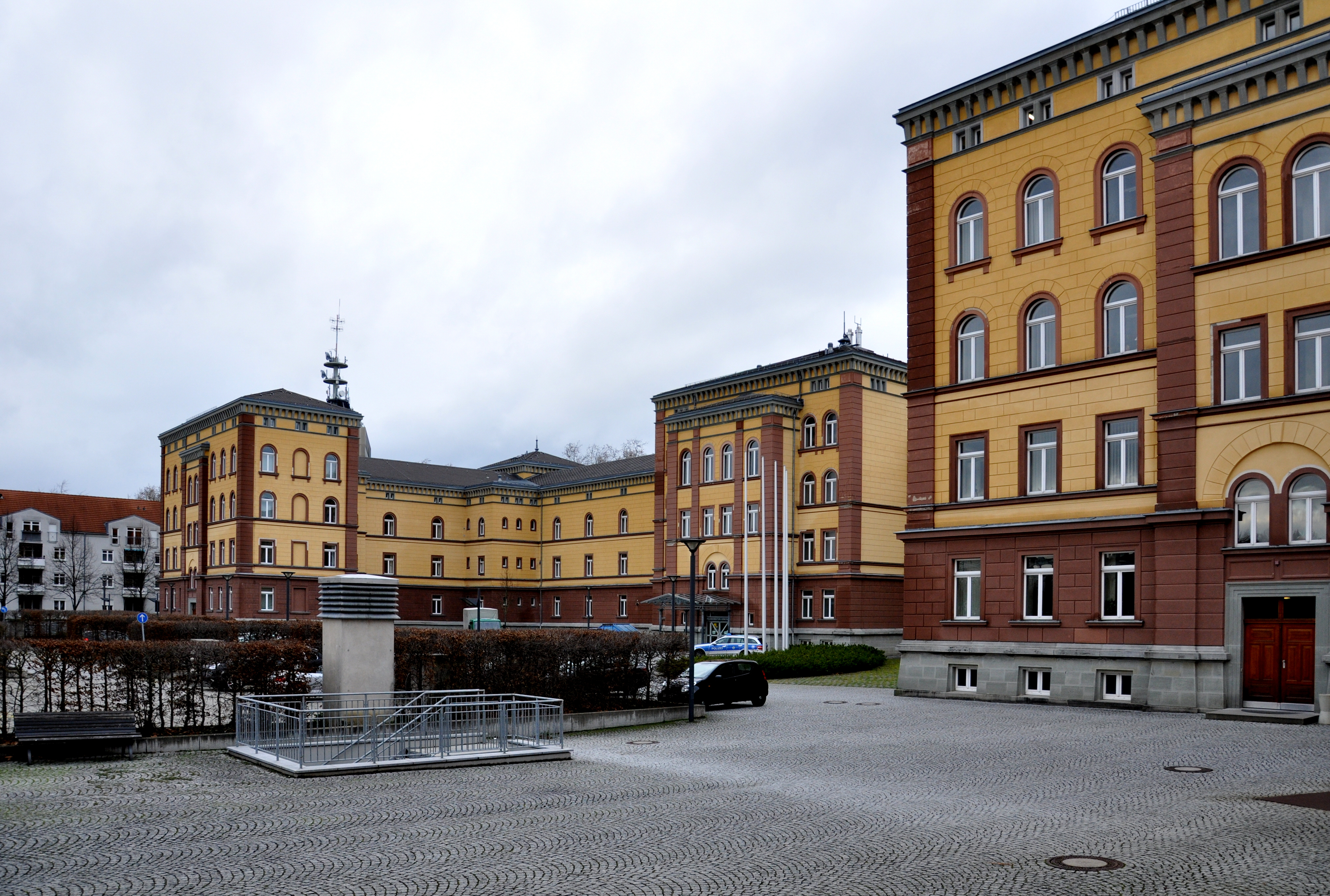
Koszary pułku (stan 2012)